# BABYLON 〜before the daybreak
「BABYLON 〜before the daybreak」（バビロン）は、今井麻美の16枚目のシングルとして2015年7月22日に5pb.Recordsから発売された。

## シングル収録曲
1. BABYLON 〜before the daybreak
  - 作詞：森由里子、作曲：濱田智之、編曲：伊藤俊
  - 実写劇場映画『コープスパーティー』主題歌
2. シャングリラ（2015ver.）
  - 作詞：RUCCA、作曲：濱田智之、編曲：南利一
  - 3DS専用ソフト『コープスパーティー ブラッドカバー リピーティッドフィアー』OPテーマ
3. leap of faith
  - 作詞：今井麻美、作曲：宮藤優矢、編曲：濱田智之
4. BABYLON 〜before the daybreak -off vocal-
5. シャングリラ（2015ver.） -off vocal-
6. leap of faith -off vocal-

## 初回版収録内容
1. BABYLON 〜before the daybreak -Music Video-
2. BABYLON 〜before the daybreak -Making of Music Video-